# Julio Fuentes
Julio Fuentes Serrano (Madrid, España, 11 de diciembre de 1954 - Afganistán, 19 de noviembre de 2001) fue un reportero de guerra español asesinado mientras cubría la Guerra en Afganistán de 2001.

## Biografía
Trabajó siete años para la revista Cambio 16 y en 1989 ingresó en el equipo fundacional del periódico español El Mundo. A partir de ese momento cubrió los principales conflictos mundiales de finales del siglo XX, como las Guerras yugoslavas o la Guerra del Golfo. De estilo más bien atípico, escribía sus crónicas desde la mirada de los más débiles y mostraba los conflictos a través de quienes más los sufren.
El 19 de noviembre de 2001 fue asesinado en una emboscada contra un convoy de periodistas en el puente de Pul-i-Estikam, en algún punto entre Kabul y Jalalabad (Afganistán), junto a otros tres compañeros de profesión: la corresponsal italiana del diario Il Corriere della Sera, Maria Grazia Cutuli, el cámara australiano Harry Burton, que trabajaba para la agencia Reuters, y el fotógrafo afgano Azizula Haidari.
El 8 de octubre de 2007, dos días antes del Día Mundial contra la Pena de Muerte, fue ejecutado en Kabul Reza Khan, el asesino de Julio Fuentes, tras ser condenado por un tribunal en 2004. El Gobierno español, recogiendo los deseos de los familiares de los periodistas muertos, había pedido que se conmutara esa pena de muerte.

## Obra
- En abril de 1997 publicó su libro titulado "Sarajevo Juicio final".
- En 1998 publicó el libro "Resistencia Humana".
- En febrero de 2000 publicó en Plaza & Janes una obra de ficción: "Rebelión", basada en una posible guerra civil europea al final del siglo XXI.

## Reconocimiento
- 2002: ganador del Premio Ciudad de ALCALÁ de periodismo "Manuel Azaña"